# Ängskär, Värmdö kommun

Ängskär är en ö i Stockholms skärgård i Nämdö socken i Värmdö kommun. Öns storlek är 0,89 km². Den är privatägd förutom den östra delen som benämns Koskären och som är ett fågelskyddsområde med tillträdesförbud från 1 februari till 15 augusti.
På Ängskär anlades i början av 1800-talet ett torp som löd under Östanviks gård på Nämdö. År 1840 var sju personer bosatta på ön. 1845 flyttade Östanviks ägare, lanthushållaren Gustaf Blomberg (1781-56), ut till ett torp på Ängskär sedan han kommit på obestånd och tvingats sälja Östanvik. På Ängskär levde han till sin död. År 1880 flyttade Viktor Nyström (1858-26) till Ängskär. Året efter gifte han sig med Klara Södergran (född 1853) som var förebild till Klara i August Strindbergs Hemsöborna, något hon inte alls var smickrad av. På Ängskär bodde också Klaras dotter Vendela och dotterdotter Göta, som gifte sig på prästens initiativ med "Blom-Erik". Flera öbor drunknade 1952. Ön är fortfarande kvar i familjen Söderbergs-Nyströms ägo och vid öns norra udde, Skaten, finns idag ett helårshushåll. Det finns även ett sommarhushåll på södra delen av ön där det gamla torpet låg, mellan sydspetsen Lumpudden och den sanka ängen Blötmaren (efterledet 'mar' betecknar grunda ibland avsnörda vikar, i detta fall en som torrlagts).
Havet runt Ängskär var fiskerika och detta var den omständighet som lockade folk att bosätta sig på ön. I de grunda fladerna öster om Ängskär finns flera ortnamn som vittnar om fiskets betydelse: Notgrundet (där drog man not), Stenstöten (efterledet stöt avser en fiskeplats där man fiskade med så kallad bonot som drogs mellan två båtar) och Värkhålet (värke var ett slags stängsel av pålar eller ris i vattnet som skulle leda in fisken i en mjärde eller liknade fångstredskap). Öns namn till trots var möjligheterna till jordbruk sämre, på skifteskartan från 1872 redovisas fyra små åkerlappar på ön. I ortnamnsuppteckningar från 1930-talet namnges dessa: Odlingen, Långängen, Blötmaren och Mossen. På Koskären låg dessutom Tallängen, vilken dock brukades av torparen på Hamnskär till vilken halvön hörde.
Ängskär ingår i ögruppen Skoboraden och skiljs i söder från Jungfruskär av den trånga och delvis igenväxta sundet Stråkhålet. I norr skiljs Ängskär-Koskären från Hamnskär av det grunda och icke farbara sundet Hötterhålet. Ön är också sammanväxt med Isterskär och Brännskär i söder, vilka båda tillhört Ängskär.

### Fotnoter
1. ↑  Stahre, Nils Gustaf (2011). Ortnamn i Stockholms skärgård. sid. 102. ISBN 978-91-7126-224-0
2. ↑  ”Ortnamnsregistret, Nämdö socken, Sotholms härad, Stockholms län”. Arkiverad från originalet den 4 mars 2016. https://web.archive.org/web/20160304194751/http://www4.sprakochfolkminnen.se/NAU/bilder/_s1ab001/322311d1.htm. Läst 2 april 2015.